# فريق العمل الأوروبي للعدوى الفيليقية
تأسس فريق العمل الأوروبي للعدوى الفيليقيّة (EWGLI) في عام 1986م. وأعضاء هذا الفريق هم علماء لديهم رغبة في تحسين المعرفة والمعلومات عن الجوانب الوبائية والميكروبيولوجية (السريرية والبيئية) لـ مرض الفيليقيّة.؛ ويتحقق ذلك من خلال المراقبة الدولية للمرض، فضلاً عن التطورات في أساليب التشخيص والإدارة والعلاج.
ويعتمد فريق العمل الأوروبي للعدوى الفيليقيّة على وكالة حماية الصحة - مركز العدوى، قسم أمراض الجهاز التنفسي (قسم الفيلقية)، 61 شارع كليندل، لندن إن دبليو 9 5إي كيو، المملكة المتحدة

## مخططات تقييم الجودة الخارجية
مخططات تقييم الجودة الخارجية (EQA) هي العنصر المهم في فريق العمل الأوروبي للعدوى الفيليقيّة. حيث تتوفر المخططات التالية:
- مخططات الطباعة والمطابقة
- المخطط البولي المضاد
- مخطط المياه
- ألواح الكفاءة المتسلسلة

## وصلات خارجية
- EWGLI website نسخة محفوظة 25 ديسمبر 2012 على موقع واي باك مشين.